# Juigné-sur-Loire
Juigné-sur-Loire és un municipi francès situat al departament de Maine i Loira i a la regió de País del Loira. L'any 2007 tenia 2.497 habitants.

## Demografia

### Població
El 2007 la població de fet de Juigné-sur-Loire era de 2.497 persones. Hi havia 975 famílies de les quals 222 eren unipersonals (94 homes vivint sols i 128 dones vivint soles), 368 parelles sense fills, 332 parelles amb fills i 53 famílies monoparentals amb fills.
La població ha evolucionat segons el següent gràfic:
Habitants censats

### Habitatges
El 2007 hi havia 1.059 habitatges, 982 eren l'habitatge principal de la família, 48 eren segones residències i 29 estaven desocupats. 959 eren cases i 27 eren apartaments. Dels 982 habitatges principals, 781 estaven ocupats pels seus propietaris, 189 estaven llogats i ocupats pels llogaters i 12 estaven cedits a títol gratuït; 63 tenien una cambra, 43 en tenien dues, 78 en tenien tres, 172 en tenien quatre i 627 en tenien cinc o més. 846 habitatges disposaven pel capbaix d'una plaça de pàrquing. A 321 habitatges hi havia un automòbil i a 571 n'hi havia dos o més.

### Piràmide de població
La piràmide de població per edats i sexe el 2009 era:
| Homes | Edats   | Dones |
| ----- | ------- | ----- |
| 0     | 95 o +  | 0     |
| 8     | 90 a 94 | 4     |
| 16    | 85 a 89 | 28    |
| 8     | 80 a 84 | 16    |
| 28    | 75 a 79 | 60    |
| 28    | 70 a 74 | 24    |
| 68    | 65 a 69 | 60    |
| 76    | 60 a 64 | 56    |
| 88    | 55 a 59 | 68    |
| 80    | 50 a 54 | 124   |
| 88    | 45 a 49 | 88    |
| 88    | 40 a 44 | 68    |
| 64    | 35 a 39 | 64    |
| 92    | 30 a 34 | 84    |
| 60    | 25 a 29 | 36    |
| 40    | 20 a 24 | 60    |
| 84    | 15 a 19 | 88    |
| 68    | 10 a 14 | 80    |
| 84    | 5 a 9   | 64    |
| 76    | 0 a 4   | 32    |

## Economia
El 2007 la població en edat de treballar era de 1.583 persones, 1.083 eren actives i 500 eren inactives. De les 1.083 persones actives 1.014 estaven ocupades (548 homes i 466 dones) i 69 estaven aturades (38 homes i 31 dones). De les 500 persones inactives 201 estaven jubilades, 161 estaven estudiant i 138 estaven classificades com a «altres inactius».

### Ingressos
El 2009 a Juigné-sur-Loire hi havia 1.011 unitats fiscals que integraven 2.572,5 persones, la mediana anual d'ingressos fiscals per persona era de 23.220 €.

### Activitats econòmiques
Dels 147 establiments que hi havia el 2007, 3 eren d'empreses extractives, 2 d'empreses alimentàries, 1 d'una empresa de fabricació de material elèctric, 7 d'empreses de fabricació d'altres productes industrials, 25 d'empreses de construcció, 34 d'empreses de comerç i reparació d'automòbils, 7 d'empreses de transport, 9 d'empreses d'hostatgeria i restauració, 4 d'empreses d'informació i comunicació, 7 d'empreses financeres, 7 d'empreses immobiliàries, 23 d'empreses de serveis, 11 d'entitats de l'administració pública i 7 d'empreses classificades com a «altres activitats de serveis».
Dels 29 establiments de servei als particulars que hi havia el 2009, 1 era una oficina de correu, 3 tallers de reparació d'automòbils i de material agrícola, 5 paletes, 4 guixaires pintors, 2 fusteries, 4 lampisteries, 2 electricistes, 1 empresa de construcció, 2 perruqueries, 2 restaurants i 3 agències immobiliàries.
Dels 7 establiments comercials que hi havia el 2009, 2 eren grans superfícies de material de bricolatge, 2 fleques, 2 carnisseries i 1 una perfumeria.
L'any 2000 a Juigné-sur-Loire hi havia 14 explotacions agrícoles que ocupaven un total de 560 hectàrees.

## Equipaments sanitaris i escolars
L'únic equipament sanitari que hi havia el 2009 era una farmàcia.
El 2009 hi havia 2 escoles elementals.

## Poblacions més properes
El següent diagrama mostra les poblacions més properes.